# Iquiaca Grande
Iquiaca Grande ist eine Ortschaft im Departamento La Paz im südamerikanischen Anden-Staat Bolivien.

## Lage im Nahraum
Iquiaca Grande ist zentraler Ort des Kanton Villa Iquiaca im Municipio Pucarani in der Provinz Los Andes. Die Ortschaft liegt auf einer Höhe von 3920 m zwischen dem Rio Sehuenca und dem Río Punku, beides Zuflüsse zum Titicaca-See, und Iquiaca Grande liegt in etwa zehn Kilometer Entfernung  südöstlich vom Seeufer entfernt.

## Geographie
Iquiaca Grande liegt auf dem bolivianischen Altiplano zwischen den Anden-Gebirgsketten der Cordillera Occidental im Westen und der Cordillera Central im Osten. Das Klima der Region ist semihumid und ein typisches Tageszeitenklima, bei dem die mittleren Temperaturschwankungen im Tagesverlauf deutlicher ausfallen als im Jahresverlauf.
Die mittlere Durchschnittstemperatur der Region liegt bei 9 °C (siehe Klimadiagramm Batallas), die Monatsdurchschnittswerte schwanken nur unwesentlich zwischen 6 °C im Juli und 10 °C im November und Dezember. Der Jahresniederschlag beträgt etwa 600 mm, die Monatsniederschläge liegen zwischen unter 15 mm in den Monaten Juni bis August und zwischen 100 und 120 mm von Dezember bis Februar.

## Verkehrsnetz
Iquiaca Grande liegt in einer Entfernung von 57 Straßenkilometern nordwestlich von La Paz, der Hauptstadt des gleichnamigen Departamentos.
Von La Paz führt die Nationalstraße Ruta 2 über El Alto in nordwestlicher Richtung dreißig Kilometer bis Villa Vilaque, von dort zweigt eine Nebenstraße weiter nach Nordwesten ab und erreicht nach zwanzig Kilometern die Ortschaft Pucarani. Von hier aus nach Iquiaca Grande sind es noch einmal sieben Kilometer in westlicher Richtung.

## Bevölkerung
Die Einwohnerzahl der Ortschaft ist im vergangenen Jahrzehnt leicht zurückgegangen:
| Jahr | Einwohner         | Quelle       |
| ---- | ----------------- | ------------ |
| 1992 | keine Detaildaten | Volkszählung |
| 2001 | 286               | Volkszählung |
| 2012 | 250               | Volkszählung |
| 2024 |                   | Volkszählung |

Die Region weist einen hohen Anteil an Aymara-Bevölkerung auf, im Municipio Pucarani sprechen 97,2 Prozent der Bevölkerung die Aymara-Sprache.